# International Women's Open 1983
L'International Women's Open 1983 è stato un torneo di tennis giocato sull'erba. 
È stata la 9ª edizione del torneo di Eastbourne, che fa parte del Virginia Slims World Championship Series 1983. 
Si è giocato a Eastbourne in Inghilterra, dal 13 al 19 giugno 1983.

## Campionesse

### Singolare
Martina Navrátilová ha battuto in finale  Wendy Turnbull con il punteggio di 6–1, 6–1

### Doppio
Martina Navrátilová /  Pam Shriver hanno battuto in finale  Jo Durie /  Anne Hobbs con il punteggio di 6–1, 6–0